# Francesco Saverio Abbrescia
Francesco Saverio Abbrescia (Bari, 12 luglio 1813 – Bari, 9 novembre 1852) è stato un poeta e prete italiano.

## Biografia
Studiò nel Regio liceo delle Puglie e poi nel seminario arcivescovile di Bari. All'età di 30 anni divenne canonico della basilica di San Nicola e a 32 fu chiamato a insegnare lettere nel liceo del quale era stato allievo.
Godette la stima dei personaggi più in vista dell'epoca, tra i quali Giordano Bianchi Dottula ed Angelo Mai, e fu socio dell'Accademia Pontaniana, dell'Accademia romana di religione cattolica, dell'Accademia dell'Arcadia e della Società economica della provincia di Bari.
Fu cultore del dialetto barese, nel quale si esercitò con versi di carattere sacro e profano, senza però trascurare la poesia in lingua. Parecchie anche le sue opere di carattere sacro, per lo più dedicate a san Nicola.
Nel corso del 1848 scrisse tre composizioni dialettali di carattere politico, inneggianti alla Costituzione concessa in quell'anno da re Ferdinando II di Borbone. Per tali suoi sentimenti apertamente liberali, quando il sovrano tradì la Costituzione, Abbrescia fu accusato di avere celebrato in San Nicola una messa per ricordare, il 10 febbraio 1849, l'anniversario della concessione.  Per questo motivo il 19 maggio 1851 ebbe inizio un processo a suo carico, ma l'indulto del successivo 3 luglio estinse l'azione penale. Nonostante ciò rimase segnalato come "liberale pericoloso".
Si spense a Bari all'età di appena 39 anni, ammalato nel corpo e prostrato nello spirito per le traversie subite.
La città di Bari ha intitolato al sacerdote e canonico una importante strada cittadina nel quartiere Madonnella (settima circoscrizione).